# Charles E. Beatley
Charles E. "Chuck" Beatley, Jr., född 17 maj 1916 i Urbana i Illinois, död 29 december 2003, var en amerikansk demokratisk politiker. Han var borgmästare i Alexandria i Virginia 1967–1976 och 1979–1985.
Beatley avlade MBA-examen vid Ohio State University och arbetade länge som pilot. År 1945 gifte han sig med Marjorie Perry.
Beatley efterträdde 1967 Frank E. Mann som Alexandrias borgmästare och efterträddes 1976 av företrädaren Mann. Han tillträdde 1979 på nytt som borgmästare och efterträddes 1985 av Jim Moran.
Beatley kandiderade år 1986 utan framgång till USA:s representanthus. Biblioteket Charles E. Beatley, Jr. Central Library i Alexandria har fått sitt namn efter honom.